# Proteostrenia adjuncta
Proteostrenia adjuncta là một loài bướm đêm trong họ Geometridae.